# Federazione Sammarinese Giuoco Calcio

Ehemaliges Logo der FSGC

Die Federazione Sammarinese Giuoco Calcio (FSGC) ist der san-marinesische Fußballverband.
Der Fußballverband San Marinos wurde bereits 1931 gegründet. Doch erst 1988 trat der Verband der FIFA und der UEFA bei. Seitdem trägt die san-marinesische Fußballnationalmannschaft offizielle Länderspiele aus.
Der Verband kümmert sich um die Organisation der san-marinesischen Fußball-Liga, des Campionato Sammarinese di Calcio, des nationalen Pokalwettbewerbs, der Coppa Titano, sowie die Ausführung des Supercups, der Supercoppa di San Marino (bis 2011 Trofeo Federale). Des Weiteren verwaltet der Verband alle Jugendnationalmannschaften (U17, U19, U21), so wie die san-marinesische Fußballnationalmannschaft.
Der Verband hat auch den einzigen Proficlub des Staates, San Marino Calcio, gegründet, der in der dritten italienischen Liga, der Lega Pro Prima Divisione, spielt.

## UEFA-Fünfjahreswertung
Platzierung in der UEFA-Fünfjahreswertung:
(in Klammern die Vorjahresplatzierung). Die Kürzel CL, EL und CO hinter den Länderkoeffizienten geben die Anzahl der Vertreter in der Saison 2025/26 der Champions League, der Europa League sowie der Conference League an.
- 53.  (54)  Montenegro (Liga, Pokal) – Koeffizient: 5.708 – CL: 1, EL: 0, CO: 2
- 54.  (51)  Gibraltar (Liga, Pokal) – Koeffizient: 4.957 – CL: 1, EL: 0, CO: 2
- 55.  (55)  San Marino (Liga, Pokal) – Koeffizient: 1.832 – CL: 1, EL: 0, CO: 2

Stand: Ende der Europapokalsaison 2023/24